# Cedrus
Cedrus è un genere di piante gimnosperme nella famiglia delle Pinaceae.
Il nome cedro (Cedrus, Trew 1757) si riferisce propriamente al genere Cedrus, una conifera appartenente alla famiglia delle Pinaceae. È l'albero simbolo del Libano ed è rappresentato nella bandiera libanese. Il nome vernacolo (cedro) viene anche usato per designare un agrume (cedro di Calabria = Citrus medica, fam. Rutacee) che non ha rapporti di somiglianza o parentela con i cedri propriamente detti.

## Morfologia
I cedri sono alberi sempreverdi di dimensioni maestose, alti fino a 40-50 m (occasionalmente fino a 60 m), con un legno dalla resina aromatica, un tronco massiccio e possente e rami larghi, orizzontali nel Cedrus libani, più o meno penduli nelle altre specie e sottospecie. Presentano un accrescimento rapido. I getti sono dimorfici: quelli lunghi formano la struttura dei rami (normoblasti), quelli brevi (brachiblasti) portano le foglie.

### Foglie
Le foglie sono corte leggermente pungenti (differenze a seconda delle specie), sempre disposte in gruppi di 20-40 e rimangono persistenti. Variano da verde brillante a un verde bluastro, a seconda della specie e della quantità di cera bianca che protegge le foglie dall'essiccazione.

### Strobili
Gli strobili femminili (coni o "pigne" quando sono maturi) sono eretti a forma di barile, lunghi da 6 a 12 cm e come nel genere Abies si disarticolano alla maturità per liberare i semi alati. I semi sono triangolari, lunghi 10-15 mm con alette di 20-30 mm. 
I semi hanno due o tre capsule, contenenti una resina dall'odore disgustoso, che viene ritenuto una difesa contro gli scoiattoli. La maturazione dello strobilo dura un anno, con la pollinazione in settembre-ottobre e la maturazione che avviene l'anno seguente nello stesso periodo.
Inoltre i loro rami costituiscono una rete di collegamento per tutto l'albero.

## Distribuzione e habitat
I cedri sono grandi alberi di montagna nativi dell'Himalaya occidentale (nel caso di Cedrus deodara) e del bacino del Mediterraneo (nel caso di Cedrus atlantica, Cedrus libani e relative sottospecie). In natura si trovano ad altezze di 1500-3200 m sull'Himalaya e 1000-2200 m sulle montagne a sud del Mediterraneo

## Classificazione

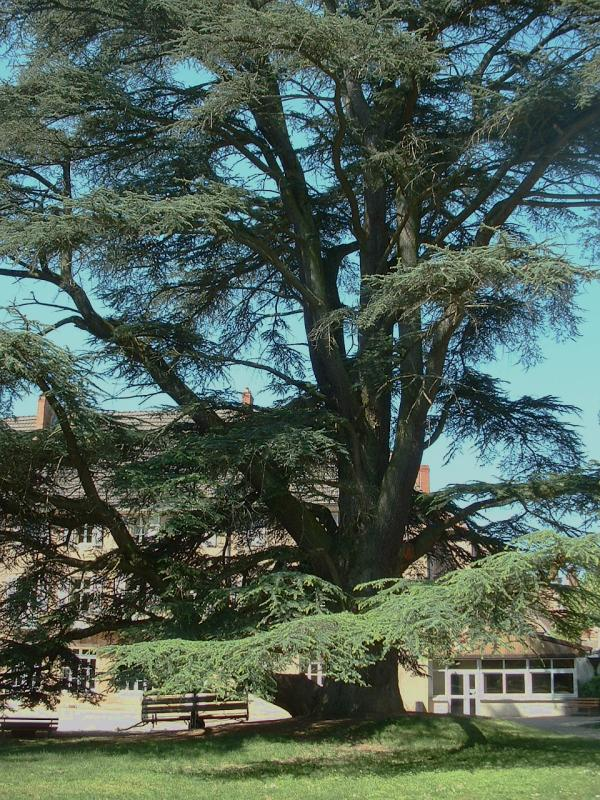
Cedro dell'Atlante

A seconda dei diversi studi i raggruppamenti sistematici dei cedri possono essere leggermente diversi:
La maggior parte dei testi botanici considera valide 4 specie di cedri:
- Cedrus libani A.Richard
- Cedrus atlantica Manetti
- Cedrus brevifolia (Hook. f.) A. Henry)
- Cedrus deodara Loud.

Alcuni propongono invece il livello di sottospecie (o varietà) per il cedro di Cipro e il Cedro dell'Atlante:
- Cedrus libani A. Richard
  - Cedrus libani ssp. libani. Cedro del Libano. Montagne del Libano, Siria occidentale e Turchia centro-meridionale. Foglie da verde scuro a verde glauco, 10-25 mm, strobili con scaglie lisce.
  - Cedrus libani var. stenocoma. Cedro di Turchia. Montagne della Turchia sud-occidentale. Foglie verde glauco, 8-25 mm.
  - Cedrus libani var. brevifolia (o Cedrus brevifolia (Hook. f.) A. Henry). Cedro di Cipro. Montagne di Cipro. Foglie verde glauco, 8-20 mm.
  - Cedrus libani var. atlantica (o Cedrus atlantica Manetti). Cedro dell'Atlante. Montagne dell'Atlante in Marocco e Algeria. Foglie da verde scuro a verde glauco, 10-25 mm.
- Cedrus deodara Loud. Cedro dell'Himalaya. Himalaya occidentale. Foglie da verde brillante a verde glauco, 30-50 mm; strobili con scaglie appuntite.

## Usi
I cedri sono alberi ornamentali introdotti in Europa e molto diffusi nei parchi pubblici e nei giardini, specie in luoghi dove la temperatura non è molto rigida. Sono comunque piante rustiche, che sopportano geli fino a circa −25 °C (Cedrus libani anche fino a −30 °C). Sono anche coltivati per il loro legno aromatico e resistente. Si ritiene che il cedro del Libano sia stato usato per la costruzione del Tempio di Salomone a Gerusalemme. Nella lingua ebraica viene chiamato erez, ארז.
Nell'arcieria tradizionale il legno di cedro viene usato per la costruzione delle frecce.
Al tempo dei fenici venivano usati per costruire grandi barche. Infatti, anche grazie alla presenza del cedro, i Fenici sono diventati grandi commercianti e navigatori.
Il legno di cedro è il legno più diffuso per la realizzazione delle scatole per i sigari.

### Arte
In arte, fino al XVII secolo il Citrus medica è facilmente confuso col Cedro del Libano, per cui è facile vedere dipinto un cedro (agrume) per indicare invece la conifera. Tra gli esempi noti, uno è Marco Palmezzano, pittore del XVI secolo, in cui il cedro, dipinto come agrume, ha sempre valore di simbolo religioso di origine biblica: nel dipinto dell'Immacolata (1510), in alto a destra appare un "cedro" pieno di frutti che sta al posto di un Cedro del Libano.